# Chasmanthium
Chasmanthium es un género de plantas herbáceas perteneciente a la familia de las poáceas. Es originario del sur de Estados Unidos y norte de México. 

## Citología
El número cromosómico básico del género es x = 12, con números cromosómicos somáticos de 2n = 24. diploide. Nucléolos persistente

## Algunas especies
- Chasmanthium curvifolium (Valdés-Reyna, Morden & S.L.Hatch) Wipff & S.D.Jones
- Chasmanthium gracile (Michx.) Link
- Chasmanthium latifolium (Michx.) H.O.Yates
- Chasmanthium laxum (L.) H.O.Yates
  -     - Chasmanthium laxum subsp. laxum

  - Chasmanthium laxum var. laxum
    - Chasmanthium laxum subsp. sessiliflorum (Poir.) L.G.Clark

  - Chasmanthium laxum var. sessiliflorum (Poir.) Wipff & S.D.Jones
- Chasmanthium nitidum (Baldwin ex Ell) H.O.Yates
- Chasmanthium ornithorhynchum Nees
- Chasmanthium sessiliflorum (Poir.) H.O.Yates